# Agriocnemis minima
Agriocnemis minima е вид водно конче от семейство Coenagrionidae. Видът е незастрашен от изчезване.

## Разпространение
Разпространен е в Индонезия (Суматра и Ява), Камбоджа, Малайзия и Тайланд.